# جنوب سمنة
يقع جنوب سمنة على طول أحد أضيق أجزاء نهر النيل، جنوب وادي حلفا وشمال عبري. أظهرت الحفريات العديدة في جنوب سمنة أن هذا الموقع يحتوي على حصن كان من المحتمل استخدامه للتجارة على طول نهر النيل عند الجندل الثاني. كانت هناك عمليتا تنقيب هامتان في هذا الموقع، بما في ذلك الحفريات التي قامت بها مصلحة الآثار السودانية في عامي 1956 و 1957، بقيادة جان فيركوتير، وكذلك بعثة المعهد الشرقي من عام 1966 إلى عام 1968. يشتهر الحصن في جنوب سمنة باستخدامه في تنظيم التجارة على طول نهر النيل، وتحديداً بين مصر القديمة والنوبة السفلى من أجل السيطرة على النوبة وسلعها. بالإضافة إلى الحصن الموجود في هذا الموقع، توجد أيضًا مقبرة مروية، تم اكتشافها لتكون موطنًا للعديد من القطع الأثرية والبقايا البشرية التي تسمح لعلماء الآثار والأنثروبولوجيا باكتساب نظرة ثاقبة على حياة المصريين القدماء.

## الحصن

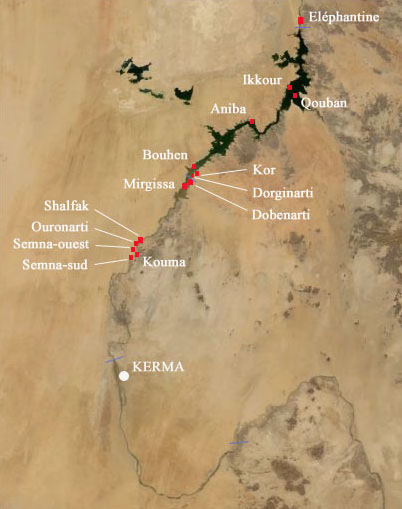
مواقع الحصون المصرية في النوبة من بينها حصن جنوب سمنة

يقع حصن جنوب سمنة على طول نهر النيل، على بعد أقل من ميل واحد جنوب حصن سمنة الغربي الأكبر، وكلاهما يقع بين وادي حلفا وعبري. يُعتقد أن الموقع عبارة عن حصن من الأسرة المصرية الثانية عشر من عصر المملكة المصرية الوسطى يستخدم للتحكم في حركة التجارة على طول نهر النيل. جنوب سمنة هو جزء من مجموعة من الحصون المتجمعة حول الشلال الثاني. تم بناء هذه الحصون بشكل أساسي في عهد سنوسرت الأول من أجل السيطرة على التجارة مع النوبة السفلى، وهي مصدر رئيسي للذهب في المنطقة. أثناء التنقيب عن الآثار السودانية، اكتشف فيركوتير جعرانًا وطاولة قرابين من أصول الدولة الوسطى، مما دفعه إلى استنتاج أن مستوطنة من الدولة الوسطى كانت موجودة في الموقع، ومن المحتمل أن تكون قد دمرت من قبل السكان المسيحيين.
كان الحصن الواقع في جنوب سمنة عبارة عن حصن من عصر الأسرة الثانية عشر في المملكة المصرية الوسطى صممه سنوسرت الأول لتنظيم التجارة على طول نهر النيل عند الجندل الثاني. تواصل الحصن مع حصون أخرى من هذا النوع للسماح لمصر بالحصول على المزيد من الذهب والمزيد من السيطرة على النوبة السفلى. كانت هناك عمليتا تنقيب مهمتان في جنوب سمنة، مما أدى إلى العديد من الدراسات التي تسمح لنا بالنظر إلى الطرق التي عاشها المصريون خلال الأسرة الثانية عشر. هذا الموقع مهم للغاية في فهم الهيكل السياسي لمصر خلال عصر الدولة الوسطى والفترة الانتقالية الثانية، حيث يُظهر الطرق التي مارس بها الحكام المصريون سيطرتهم على النوبة السفلى. بالإضافة إلى القلعة الواقعة في جنوب سمنة، توجد أيضًا مقبرة بها رفات بشرية وآثار أثرية مثل الفخار والأدوات. كانت هناك العديد من الدراسات الهامة منذ هذه الحفريات التي تمكن علماء الآثار من النظر في أشياء مثل العنف بين الأشخاص ولون الشعر بين المصريين خلال هذا الوقت. أعطت الحفريات في جنوب سمنة للعالم صورة أفضل لمصر القديمة.
يحتوي الموقع على حصن مكون من «كتلة حجرية مرصوفة، وجدار خارجي من الطوب، وخندق داخلي، وجدار داخلي رئيسي مدعوم يفصله الخندق بساتر أو شرفة اصطناعية.» تبلغ مساحتها الداخلية 34.3 مترًا في 33 مترًا، وتشمل سلمًا حجريًا. كان هذا الدرج الحجري على الأرجح مقياس النيل، وهو جهاز يستخدم لقياس منسوب مياه النيل خلال مواسم الفيضان. تم بناء الجدران الداخلية المذكورة أعلاه في مخطط مربع. كانت المنطقة التي أقيم عليها الحصن صخرية وقاسية بسبب ضفاف نهر النيل الشديدة الانحدار. وبحسب تقارير زابار فإن الحصن أقيم على أرض منخفضة بشكل غير معتاد. أدت الحفريات الثانية في هذا الموقع إلى اكتشاف بنك يربط الحصن بشرفة تل قريبة. كان هذا البنك عبارة عن جدار من الطوب مع تعزيزات حجرية على كلا الجانبين. وكان آخر قسم تم التنقيب فيه رسمياً من جنوب سمنة هو المقبرة الواقعة شمال الحصن. تضمنت هذه الجبانة مدافن من كل من الفترة المروية والعصر المسيحي، مع تشابهها مع أنماط الدفن الطباعية المصرية من حيث وضع الجثث على ظهورها ورؤوسها متجهة للغرب. أجريت دراسات على العديد من الآثار الموجودة في هذه المقبرة للمساعدة في تحديد البنية الاجتماعية في مصر خلال هذا الوقت. لم تحتوي المقبرة على رفات بشرية فقط؛ تم اكتشاف العديد من القطع الأثرية الموجودة في موقع جنوب سمنة في المقبرة. وشمل ذلك اكتشاف الفخار والأدوات والمرايا والمجوهرات المصنوعة من العديد من المواد المختلفة. وفقًا لستيوارت سميث من جامعة كاليفورنيا سانتا باربرا، فإن حصن جنوب سمنة يوفر السكن والإقامة لعدد من الرجال التي ستكون متاحة للاستخدام لأغراض التنظيم. سيشرف هؤلاء الرجال على مرور السفن التي تحمل البضائع، وسيساعدون في نقل هذه البضائع إلى السفن المصرية. أصبح هذا ممكناً من خلال ميناء للسفن وسهل كبير، كان يستخدم كمنطقة انطلاق للقوافل، التي سيُطلب منها انتظار الإذن من المسؤولين المصريين لمغادرة المنطقة.

## الحفريات
بينما تم التنقيب عن الحصون المحيطة بجنوب سمنة في عشرينيات القرن العشرين، لم يتم التنقيب رسميًا عن جنوب سمنة حتى أواخر الخمسينيات. قاد هذه الحفريات الأولية، التي جرت في عامي 1956 و 1957، جان فيركوتر وسيد ثابت حسن ثابت. وقدمت وصفًا لتخطيط الموقع، وتحديداً أبعاد الحصن وخصائصه. كما استند إلى نتائج الحفريات السابقة من أعمال التنقيب التي أجرتها مصلحة الآثار السودانية بقيادة فيركوتير. أشرف الدكتور جيرهارد هيني في القاهرة على أعمال التنقيب التي قام بها زبار، وهو مهندس معماري مكلف ببعثات الموقع. تركز دراسة دانيال هيردي في المجلة الأمريكية للأنثروبولوجيا الفيزيائية على بعض النتائج المحددة للغاية من الحفريات في جنوب سمنة: الشعر الموجود في المدافن. باستخدام الرحلان الكهربائي والفحص المجهري الفلوري، وجد هيردي أن الشعر الموجود في هذه المدافن النوبية كان أشقر أكثر بكثير مما كان يتوقعه المرء. مجموعة أخرى مثيرة للاهتمام من الأبحاث التي أجريت على بقايا المقبرة في جنوب سمنة كانت البحث الذي أجرته أناليزا ألفروس حول أنماط التصدع بين النوبيين في جنوب سمنة. تم إجراء هذا البحث على كسور العظام الطويلة والقحف، وقد تم إجراؤه كجزء من بعثة المعهد الشرقي لجامعة شيكاغو. لا توجد حفريات حاليا في جنوب سمنة. في الواقع، بعد الانتهاء من بناء السد العالي في أسوان في عام 1971، غطت المياه من هذا السد الموقع.
كشفت أعمال التنقيب التي قام بها زبار لصالح مصلحة الآثار السودانية عن وجود فخار في ما كان يشار إليه بمقلب في الموقع. يعطينا الفحص والترجمة الدقيقة للكلمات الموجودة على طبعات الأختام في أجزاء الفخار ما كان على الأرجح الاسم المصري للموقع: إما «إخضاع ستيو-النوبيين» أو «قهر ستيو-النوبيين». كانت النتائج في هذا المكب مهمة أيضًا لفهم الطرق التي تمكنت بها حصن جنوب سمنة من التواصل مع الحصون الأخرى في عصرها في كل من الشلال الأول والثاني. أدت أبحاث هردي في الشعر الذي تم العثور عليه في المدافن في مقبرة جنوب سمنة إلى استنتاج أن شعر هؤلاء المستوطنين كان أفتح بكثير مما كان يعتقد سابقًا في النوبة القديمة. أدت هذه النتائج إلى مناقشة حول السكان النوبيين خلال الفترات المروية وما بعد مروي. أعطت هذه الدراسة أيضًا دليلًا على أن اثنتين من عينات الشعر كانت مضفرة، مما أعطى نظرة ثاقبة حتى لجزء صغير من الحياة المنزلية في مصر القديمة. البحث الذي أجرته أناليزا ألفروس يسمح لنا بفحص أنماط الكسور في النوبيين في جنوب سمنة، وتحديداً في عظامهم الطويلة وعظام الجمجمة. جاء هذا البحث من عينة مكونة من 592 فردًا تم العثور عليها في المدافن في مقبرة جنوب سمنة، واستخدمت للتحقيق في أمور مثل الحالة الصحية، والعنف بين الأشخاص، وتأثيرات البيئات المادية والاجتماعية على حدوث الصدمات. خلصت نتائج هذه الدراسة إلى أن العديد من الكسور كانت من البيئة المادية، مثل السقوط على طول ضفاف نهر النيل شديدة الانحدار المذكورة سابقًا. ومع ذلك، فإن الكسور الأخرى - وخاصة التكرار المرتفع للكسور القحفية - دفعت ألفروس إلى الاعتقاد بأن هذه المجموعة النوبية قد عانت من ضغوط اجتماعية «يمكن أن تكون قد عجلت أو زادت من العنف بين الأشخاص». وهذا يشمل كسور الحامل الموجودة في العديد من عظام أسفل الذراع، والتي تظهر عليها علامات العنف والدفاع عن النفس. حاليًا، يتم الاحتفاظ بالبقايا البشرية التي تم العثور عليها في جنوب سمنة في جامعة ولاية أريزونا، بينما يتم الاحتفاظ بالتحف الأثرية في المعهد الشرقي بجامعة شيكاغو ويمكن للجمهور مشاهدتها.